# Mormonia flavidalis
Mormonia flavidalis là một loài bướm đêm trong họ Noctuidae.